# Tachigali tinctoria
Tachigali tinctoria là một loài thực vật có hoa trong họ Đậu. Loài này được (Benth.) Zarucchi & Herend. miêu tả khoa học đầu tiên năm 1993.